# Passiflora zamorana
Passiflora zamorana är en passionsblomsväxtart som beskrevs av Ellsworth Paine Killip. Passiflora zamorana ingår i släktet passionsblommor, och familjen passionsblomsväxter. Inga underarter finns listade i Catalogue of Life.